# Alessandra Herrera
Alessandra Herrera, née à Lima le 17 mars 1976, est une avocate et femme politique péruvienne. Elle est ministre de l'Énergie et des Mines depuis le 22 mai 2022.

## Biographie

### Parcours universitaire
Alessandra Herrera est née le 17 mars 1976 dans le district de Jesús María à Lima.
Elle est diplômée en droit de l'Université de San Martín de Porres. Elle est membre de l'Association du Barreau de Lima.
Elle a poursuivi des études pour l'obtention d'un diplôme pour le développement des investissements, l'administration et la gestion des affaires; ainsi qu'un autre diplôme en droit minier et environnemental.
Elle est également titulaire d'une maîtrise en conformité réglementaire de l'Université de Salamanque.

### Parcours professionnel
Elle possède de l'expérience dans les relations communautaires, l'exploitation minière, les ressources naturelles, la participation citoyenne; et, analyse, gestion et prévention des conflits.
Entre mars 2015 et février 2017, sous les présidences d'Ollanta Humala et de Pedro Pablo Kuczynski, elle a travaillé comme directrice générale de la Direction générale de la formalisation minière du ministère de l'Énergie et des Mines. 
Elle a également travaillée à la Direction générale de l'ordre public du ministère de l'Intérieur.
Au cours de son passage au ministère du Développement agraire et de l'Irrigation, elle a occupé la fonction de directrice du Bureau des conseils juridiques.
Elle a été conseillère à la direction exécutive d'Agro Rural.

### Parcours politique
Le 1er février 2022, Alessandra Herrera est nommée ministre de l'Énergie et des Mines dans l'éphémère troisième gouvernement d'Héctor Valer. Le 7 février 2022, lors de l'annonce du quatrième gouvernement d'Aníbal Torres, elle est remplacée par Carlos Palacios.
Le 22 mai 2022, lors du premier remaniement du quatrième gouvernement, elle revient comme ministre.
Ce retour au ministère s'explique par la mauvaise gestion de Carlos Palacios, celui-ci n'ayant pas su résoudre un conflit social entre des communautés et la société de la mine de Las Bambas, avoir mis en doute la pertinence de la présence aux pourparlers du ministre Roberto Sánchez, il faisait également l'objet de critique quant à son action et d'une motion de censure.